# Ruiterstandbeeld Sint Willibrordus

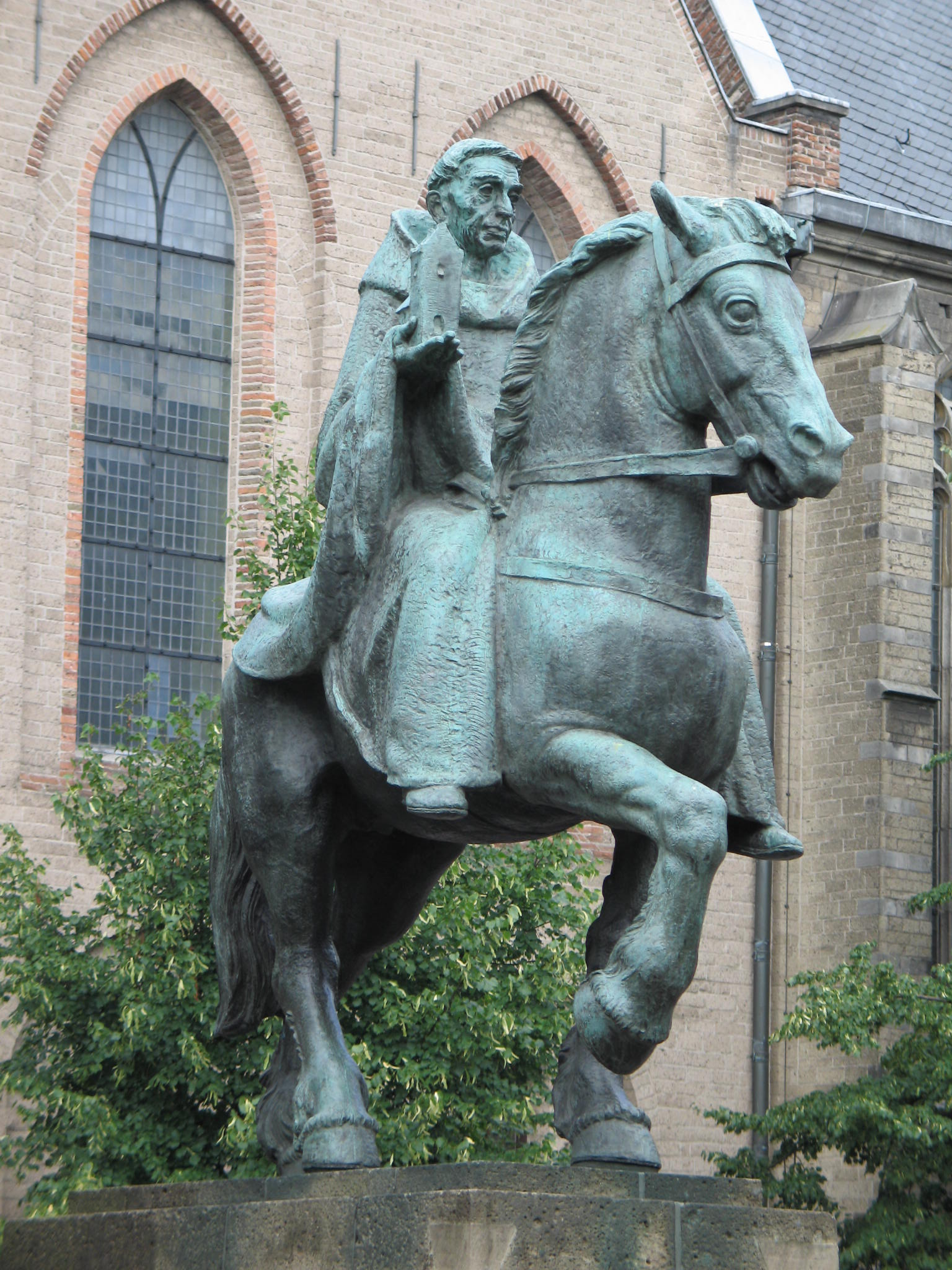
Ruiterstandbeeld Sint Willibrordus

Het ruiterstandbeeld Sint Willibrordus is een door Albert Termote gemaakt bronzen beeld in de stad Utrecht.
Het ruiterstandbeeld is het eerste van vier levensgrote ruiterstandbeelden gemaakt door Termote. Het beeld is te vinden op het Janskerkhof in Utrecht. De plannen voor het beeld ontstonden in februari 1939. De R.K. Kunstenaarsvereniging schreef op verzoek van de Nederlandsche Katholiekendag een prijsvraag uit voor een monument ter herdenking van Willibrord, de eerste bisschop van Utrecht. In oktober dat jaar werden in het Museum voor Religieuze Kunst een dertiental inzendingen tentoongesteld. Twee inzendingen waren afkomstig van Termote; zijn inzending met Willibrord te paard met een Fries kerkje in zijn rechterhand werd uiteindelijk verkozen.
Net toen het gipsmodel op ware grootte gereed was, brak de Tweede Wereldoorlog uit. In november 1940 werd besloten het gipsmodel in een schoolgebouw in Voorburg te verbergen. Na de Tweede Wereldoorlog werd het drieënhalve meter hoge model in brons gegoten. Het voetstuk is door architect C.M. van Moorsel ontworpen. Het beeld werd onthuld op 7 november 1947 door mevrouw Heerkens-Thijsen van der Kun in aanwezigheid van kardinaal H. de Jong.